# Vladímir Tsigal
Vladímir Iefimòvitx Tsigal (Odessa, 17 de setembre de 1917 - Moscou, 4 de juliol de 2013) fou un escultor ucraïnès, Artista del Poble de l'URSS (1978), Premi Lenin (1984), Premi Stalin en primer grau (1950), Membre titular de l'Acadèmia Russa de Ciències (1978).

## Biografia
Va néixer el 17 de setembre de 1917 a Odessa.
En la dècada de 1920 va viure a Penza, on va acabar l'escola número 1. El 1937-1942 va estudiar a l'Institut Estatal d'Art anomenat Surikov de Moscou.
L'any 1942, com a estudiant graduat, va anar al front com a voluntari. Fins a 1944 va servir en l'Armada com artista de guerra. Va participar en el desembarcament a Novorossiïsk i Kertx, així com en altres operacions de combat, al mar Negre i a les flotes del Bàltic. El 1945, va ser enviat al Comitè d'Arts de Berlín per a la construcció, juntament amb el famós escultor Lev Kerbel, del monument als soldats de l'Exèrcit Roig a Berlín, Zeelove, Küstrin.
Després, va continuar els seus estudis i el seu primer títol el va obtenir el 1948, diploma en l'especialitat d'escultor. Des de 1947 va participar en moltes exposicions d'art per tota la Unió Soviètica i internacionals.
A la història de l'art rus, va destacar com a escultor. Les primeres obres monumentals de la postguerra de l'escultor van ser: un monument en bronze a Anton Makàrenko, creat en 1952 i instal·lat a Moscou, i un altre a Nikolai Ostrovski. Va ser membre del PCUS des de 1952.
Les experiències en la guerra, com es reflecteix en els esbossos que es conserven a l'arxiu de l'escultor - documents d'incalculable valor del temps, en predeterminen un dels principals temes de la seva obra. Aquest tema el va desenvolupar principalment en les obres monumentals del gènere. La memòria dels que van caure en la lluita contra el feixisme es materialitza en granit i bronze al Memorial de la cooperació militar poloneso-soviètica (1967, Belarús). En termes de composició més complexa, coordinada en tots els seus components amb el medi ambient, són els seus monuments als herois de la Guerra Civil Russa i la Segona Guerra Mundial, erigits en els anys 1972-1982 a Novorossiïsk.
A l'antic camp de concentració de Mauthausen, a Àustria, en la primavera de 1963, en el Dia Internacional de l'alliberació dels camps de concentració nazis Tsigal va crear un monument al tinent general Dmitri Kàrbixev. Un altre monument a Kàrbixev es va instal·lar a Moscou. També a Moscou i a Bakú van ser erigits monuments a l'explorador Richard Sorge (1985).
Treballs especials de Tsigal són els retrats dels seus amics i contemporanis. Entre ells el del compositor Dmitri Kabalevski (1967), i els dels nens, Tatiana i Alexander (1960).
Durant mig segle de la seva carrera, va dissenyar i va instal·lar 44 monuments dedicats a esdeveniments i personalitats, entre les que, a més a més dels anteriors es troben: Lenin a Kazan i Uliànovsk (1953-1954), Heroi de la Unió Soviètica Fiódor Poletaiev a Riazan (1971), Ho Chi Minh a Moscou (1990), al destacat escultor Nikolai Tomski a Moscou. Ell és també l'autor d'una escultura de bronze de Sant Jordi, instal·lada a la cúpula del Palau del Senat del Kremlin de Moscou.
Algunes de les seves obres són a les col·leccions de molts museus del país i de l'estranger, inclosa la Galeria Tretiakov, el Museu Central de les Forces Armades.
L'any 1956 va començar a fer un viatge creatiu per més de 50 països, entre ells Itàlia, França, els Estats Units d'Amèrica, Gran Bretanya, els Països Baixos, Portugal, Japó, l'Índia, Nepal, Vietnam. La seva exposició personal es va portar a terme a Polònia, Txecoslovàquia, Bulgària, Hongria, Àustria, el Marroc. En alguns països, va viure i va treballar.
En el seu temps lliure practicava la pesca, encara que el temps, sovint, no era suficient. Una altra de les seves passions va ser la lectura, en particular llibres i articles sobre la vida de gent interessant.
Va morir el 4 de juliol de 2013 i va ser enterrat el 9 de juliol al Cementiri de Novodévitxi a Moscou, al costat de la tomba de l'escultor, Artista del Poble de l'URSS Ievgueni Vutxètitx.

## Honors

### Premis estatals de la Federació Russa i la Unió Soviètica
- Orde de la Guerra Patriòtica de II grau (6 de desembre de 1985) - per la seva valentia, fermesa i coratge a la lluita contra els invasors nazis, i en commemoració del 40 aniversari de la victòria del poble soviètic en la Gran Guerra Pàtria de 1941-1945
- Orde de la Bandera Roja del Treball (1987)
- Orde de l'Amistat dels Pobles (22 de maig de 1993) - per la seva gran contribució al desenvolupament de les belles arts, l'enfortiment de les relacions culturals internacionals i la fructífera carrera a l'ensenyament[3]
- Orde d'honor (Rússia) - per la seva gran contribució al desenvolupament de les arts plàstiques nacionals[4]
- Orde "al Mèrit de la Pàtria" títol IV per la seva gran contribució en el desenvolupament de l'art nacional i els molts anys de treball creatiu[5]
- Orde "al Mèrit de la Pàtria" títol III per la seva gran contribució al desenvolupament d'obres d'art rus i molts anys d'activitat creativa[6]
- Medalles, incloent-hi:

Medalla al Valor
Medalla de la defensa del Caucas
Medalla dels Treballadors Veterans

### Promoció del President de la Federació de Rússia
Agraïment del President de la Federació Russa del 12 de setembre de 1997 per la seva gran contribució a l'art nacional

### Ordes i medalles de països estrangers
- Mèrit de la Cultura de Polònia (1974)
- Orde de l'Amistat (Vietnam) (1998) pel retrat escultòric d'Ho Chi Minh[1][8]

### Premis
- Premi Stalin de primer grau (1950) - per la figura escultòrica "Lenin-escolar" i participació en la creació dels relleus escultòrics de Lenin i Stalin, fundadors i líders de l'estat soviètic
- Medalla d'Or de l'Acadèmia Russa de les Arts (1963)
- Premio Estatal de la RSFSR Repin (1966) - pel monument al tinent general Karbixev a Mauthausen (Àustria)
- Medalla de plata Grekov (1969)
- Premi Lenin (1984) - pel conjunt commemoratiu "als Herois de la Guerra Civil i la Gran Guerra Pàtria de 1941-1945" a Novorossiïsk
- Premi Viktor Iefimovitx Popkov (1996)
- Premi de Moscou (1997)

### Títols honoraris
- Artista del Poble de la RSFSR (1968)
- Artista del Poble de l'URSS (1978)
- Membre de Número de l'Acadèmia Russa de les Arts (1978)
- Membre de Número de l'Acadèmia de les Arts del Kirguizstan

## Obres

### Retrats
- Aleksandr Suvórov (1959, marbre)
- Iossif Moisseievitx Txaikov (1965, bronze)
- Mikhail Arkadievitx Svetlov (1965, bronze)
- Rockwell Kent (1967, marbre)

### Monuments
- A l'Heroi de la Unió Soviètica, general d'Aviació Nikolai Tokarev (1957, Ievpatòria)
- Monument a Dmitri Kàrbixev (1962, Mauthausen)
- Monument a Musa Cälil (1966, Kazan)
- Memorial a la cooperació militar poloneso-soviètica (1967, Belarús)
- Monument a Fiódor Poletaiev (1971, Riazan)
- Monument a Serguei Iessenin (1972, Moscou, Bulevar Iessenin.)
- Monuments als herois de la Guerra Civil Russa i la Segona Guerra Mundial (1972-1982, Novorossiïsk)
- Monument a Karbixev (1980, Moscou)
- Monument a Richard Sorge (1981, Bakú)
- Monument a Richard Sorge (1985, Moscou)
- Monument a Ho Chi Minh (1990, Moscou)
- Monument a Fridtjof Nansen (2002, Moscou)